# Heinrich-Mann-Gymnasium Erfurt
Das Heinrich-Mann-Gymnasium Erfurt – Staatliches Gymnasium „Zur Himmelspforte“ ist ein staatliches Gymnasium in Erfurt. Das Gebäude wurde Ende der 1920er Jahre errichtet.

## Geschichte

### Gründung des Collegium Amploniam im Haus „porta coeli“ 1412
Der Vorgänger der Schule gehörten zu den ältesten Bildungseinrichtungen Erfurts: 1412 schenkte die Stadt Erfurt dem im gleichen Jahr durch Amplonius Rating de Berka aus Rheinberg am Niederrhein gegründeten und zur Universität gehörenden Collegium Amplonianum ein Haus namens porta coeli („Himmelspforte“) in der Michaelisstraße 44. Folglich hieß es „Collegium ad portam coeli“. 1424 erfolgte seine Erweiterung und feierliche Eröffnung. Dieses Collegium war eine mathematische Lehranstalt und durch seine weithin bekannte Bibliothek ausgezeichnet, die jetzt noch den wertvollsten Teil der Stadtbibliothek Erfurt darstellt. Sie zählte 1480 rund 400 Bursaren. Zu denen gehörte auch der junge Martin Luther, der wahrscheinlich zwischen dem 1. und 2. Semester in der „Himmelspforte“ (wie die Schule auch heute noch gelegentlich genannt wird) wohnte.
Ab 1767 zog die Institution aufgrund von Baumängeln in die Marktstraße 6 in das Haus „Alte Hofstatt“ um. Das Gebäude Michaelisstraße 44 wurde 1785 wegen Baufälligkeit abgerissen und der Name „porta coeli“ auf das Haus Markstraße 6 übertragen (siehe Hausmarke über dem Eingang dieses alten Gebäudes). Die geistige Ausrichtung des Collegiums Amplonianum im Sinne des „via moderna“ zu einem Realgymnasium, im Gegensatz zur „via antiqua“, dem Weg zum humanistischen Gymnasium, wurde weitergeführt. Der ins Deutsche übersetzte Name „Zur Himmelspforte“ verblieb diesem Grundstück auch, als das Collegium im Jahre 1816 zugleich mit der Universität der Auflösung verfallen war.

### Neugründung als Privatschule 1820
1820 gründete Ephraim Salomon Unger, ehemaliger Privatdozent der Mathematik an der vier Jahre zuvor geschlossenen Erfurter Universität, eine Privatschule im „Haus zum goldenen Fass“ in der Futterstraße 5. Über die Grenzen der Stadt hinaus wurde die Schule durch ihre Erfolge bekannt. 1834 erreichte sie den Status einer „Privaten Realschule“. Im April 1844 wurde sie auf Beschluss der Erfurter Stadtverordnetenversammlung mit der evangelischen Knabenoberschule zur sechsklassigen Realschule zusammengelegt und zog in das Gebäude in der Barfüßerstraße 22. Unter Führung von Carl Ferdinand Koch als Schulleiter wurde aus der Schule ein Realgymnasium. Aus anfänglich 209 Schülern wurden 548 Schüler im Jahre 1859. Aufgrund ihrer anhaltenden Erfolge wurde sie eine „Realschule erster Ordnung“ unter Verwaltung des Provinzial-Schulkollegiums Magdeburg. 1870 erhielt die Schule das Recht, nach bestandener Reifeprüfung Abiturzeugnisse auszustellen.

### Königliches, seit 1918 Staatliches Realgymnasium „Zur Himmelspforte“
1885 erfolgte unter der Bezeichnung „Königliches Realgymnasium zu Erfurt“ die Verstaatlichung. Schulleiter wurde Friedrich Zange. Mit dem Umzug der Schule in die Marktstraße 6 übernahm sie – vorerst inoffiziell – den Namen „Himmelspforte“. Im Ersten Weltkrieg fand der Schulbetrieb weitestgehend uneingeschränkt statt.
1925 trat Konrad Franke als Leiter der Schule an. Seinen Bemühungen war es zu verdanken, dass die Schule 1928 den Namen „Staatliches Realgymnasium zur Himmelspforte“ bekam. Durch gute Verbindungen zum Magdeburger Provinzial-Schulkollegium gelang es ihm, die Planungen für einen dringend benötigten Schulneubau entscheidend voranzutreiben. Nachdem im Mai 1928 in der Gustav-Freytag-Straße 65 der Grundstein gelegt wurde, dauerten die Bauarbeiten 23 Monate an. Die Baukosten inklusive der Außenanlagen und Inneneinrichtung lagen bei 1,2 Mio. Reichsmark. Im April 1930 zog die Schule in den Neubau um und nahm den Namen mit. Die Schule gehört seit Ende des 20. Jahrhunderts zu den drei Schulen, die über eine eigene Schulorgel verfügen. In der Marktstraße 6 entstand eine Schule für die ärmsten Teile der Bevölkerung.

### Zu DDR-Zeiten: „Heinrich-Mann-Oberschule“
Nach Gründung der DDR wurde das Schulwesen durchgreifend neu organisiert mit der Zielsetzung, alle Gymnasien abzuschaffen und durch eine einheitliche Oberschule zu ersetzen. In Erfurt wurde 1950 zunächst das traditionsreiche Staatliche Humanistische Gymnasium in der Schillerstraße, das wenige Jahre zuvor noch in „Thomas-Müntzer-Gymnasium“ umbenannt worden war, geschlossen und die verbliebenen Lehrer und Schüler ins Gymnasium „Zur Himmelspforte“ versetzt. Am 5. Januar 1951 wurde auch hier der Traditionsname abgeschafft und die Bildungseinrichtung zu Ehren des Schriftstellers Heinrich Mann in „Heinrich-Mann-Schule“, dann „Heinrich-Mann-Oberschule“, umbenannt. Grundlage der Erziehung sollte nun das sozialistische Weltbild sein, andere Weltanschauungen wurden abgelehnt. Unter anderem wurden z. B. am 20. Mai 1953 die Schüler zu einer Unterschrift unter eine Erklärung gezwungen, in der die evangelische Junge Gemeinde als „verbrecherische Organisation“ bezeichnet wurde. Einige Schüler, die ihre Unterschrift verweigerten, wurden durch den Direktor beurlaubt. Mit Beginn des Schuljahres 1961/62 wurde das Lehrplanwerk der Erweiterten Oberschule (EOS) der DDR eingeführt.

### Wiedergründung und Konsolidierung als Gymnasium seit 1991
Nach der Wende 1990 wurde die Schule wieder in ein Gymnasium mit einem neusprachlichen und einem naturwissenschaftlichen Zweig umgeformt. Es bekam am 1. August 1991 den Namen „Staatliches Gymnasium 5“, der am 1. März 1993 in „Heinrich-Mann-Gymnasium“ geändert wurde. (Eine, auch 2004 von Ehemaligen wie Rudolf Bentzinger, Gottfried Meinhold und dem Stadtbaurat von Erfurt nochmals geforderte, Rückbenennung in „Himmelspforte“ war um 1992 vom Lehrerkollegium abgelehnt worden.).
Im Jahr 2005 erfolgte eine Zusammenlegung des „Heinrich-Mann-Gymnasiums“ mit dem „Albert-Einstein-Gymnasium“, anschließend wieder mit kurzzeitiger Führung des Namens „Staatliches Gymnasium 5“. Am 13. September 2005 beschloss die Schulkonferenz einstimmig den Namenszusatz Zur Himmelspforte, sodass das Gymnasium nun Heinrich-Mann-Gymnasium Erfurt – Staatliches Gymnasium „Zur Himmelspforte“ heißt. Die offizielle Namensverleihung wurde am 31. März 2006 mit einer Festveranstaltung in der Aula begangen. Unter den zahlreichen Gästen waren der Oberbürgermeister Manfred Ruge und viele ehemalige „Himmelspförtner“.
2008 erfolgte die Zusammenlegung des „Heinrich-Mann-Gymnasiums Erfurt, Staatliches Gymnasium Zur Himmelspforte“ mit dem „Buchenberg-Gymnasium“. Die Bildungseinrichtung ist also seitdem auf drei Standorte verteilt.
Im September 2012 startete die Ausbildung zum deutsch-französischen Doppelabitur, dem AbiBac. Seit dem Schuljahr 2014/2015 ist es Schülern möglich, gleichzeitig das französische und das deutsche Abitur zu erwerben und so uneingeschränkten Zugang zu Hochschulen in Deutschland und Frankreich zu erhalten. Um diesen Doppelabschluss zu erwerben, ist französisch-bilingualer Unterricht in Geografie und Geschichte Bestandteil des Stundenplans. Das Heinrich-Mann-Gymnasium Erfurt ist neben dem Humboldt-Gymnasium Weimar das einzige Thüringer Gymnasium, das das AbiBac anbietet.

## Architektur
Das kompakte Haupt-Gebäude besitzt einen U-förmigen Grundriss und ist mit einem flachen Pultdach abgeschlossen. Der Mittelteil ist dreieinhalbgeschossig, die Seitenflügel sind drei Stockwerke hoch. Die Treppenhäuser befinden sich in den beiden Ecken und sind mit einem senkrechten Fensterband betont.
Bei der Gestaltung der Fassade im Rahmen des Schulneubaus entschied sich der Architekt zusammen mit der Schulleitung für eine Plastik aus Muschelkalkstein, die über dem Haupteingang angebracht wurde (Supraporte). Die von Carl Melville, Professor der Kunstgewerbeschule Erfurt, geschaffene Plastik zeigt zwei Knabengestalten, die als Allegorien das Zusammenspiel von geistiger und körperlicher Bildung an der Schule symbolisieren.

## Schulprofil
Das pädagogische Konzept und das Leitbild der Schule umfasst seit dem Schuljahr 2023/2024 folgende Schwerpunkte.
Die Schulgemeinschaft hat den Anspruch, den Anforderungen des humanistischen sowie demokratischen Bildungsideals gerecht zu werden:
- Ausbildung der Schülerinnen und Schüler zu mündigen, fachkompetenten und studierfähigen Persönlichkeiten;
- Leben von Toleranz, Wertschätzung, Weltoffenheit, Kritikfähigkeit, gegenseitigen Respekt durch offene Kommunikation zwischen allen an Schule Beteiligten;
- Vorbild des Lehrers zur Initiierung mündigen und verantwortungsbewussten Denkens und Handelns der Schülerinnen und Schüler;
- Mitbestimmung und Mitgestaltung des Schulalltags durch Schülerinnen und Schüler;
- Gegenwarts- und Alltagsbezug, realisiert durch kreative Lernphasen;
- Verknüpfung traditioneller und moderner Lehr- und Lernformen;
- stetige Verbesserung der technischen Ausstattung und Medienkompetenz.

Die Schule zeichnet sich aus durch:
- den Ausbildungszweig Abibac (Französisches Abitur);
- das Angebot von praxisnaher naturwissenschaftlicher Bildung;
- eine vertiefte sprachliche Bildung in den Fächern Englisch, Französisch, Latein und Spanisch in allen Klassenstufen;
- die Förderung kritischen Weltbewusstseins u. a. durch „Lernen am anderen Ort“ sowie „Demokratisches Lernen“;
- die Förderung künstlerischer, musikalischer und sportlicher Begabung – auch im außerschulischen Bereich;
- fächerübergreifende Sensibilisierung zu Umweltbewusstsein;

Als Leitspruch wählte das Gymnasium dieses Motto: Wage, neugierig zu sein, zu wissen und zu handeln!

## Partnerschule; Freunde und Förderer
- Lycée Claude Nicolas Ledoux in Besançon/Frankreich
- Förderverein des Heinrich-Mann-Gymnasium Erfurt – Staatliches Gymnasium „Zur Himmelspforte“ e. V.

## Schulleiter (Direktoren)
- 1820–1848 Ephraim Salomon Unger (* 9. März 1789; † 1. November 1870)
- 1848–1885 Carl Ferdinand Koch (* 21. Oktober 1812; † 27. September 1891)
- 1885–1918 Friedrich Zange (* 3. September 1846; † 18. März 1931)
- 1918–1924 Richard Schenk (* 13. April 1860; † 9. März 1924)
- 1925–1949 Konrad Franke (* 2. Januar 1880; † 17. April 1966)[8]
- 1949–1952 Hieronymus Krause
- 1953–1964 Kurt Ludwig
- 1965–1965 Herr Rutkowski
- 1966–1968 Kurt Ludwig
- 1968–1976 Rudolf Bergen
- 1976–1977 Gisela Röder
- 1977–1978 Armin Mühle
- 1978–1981 Ingrid Purkert
- 1981–1990 Reinhard Marwinski[9]
- 1991–2004 Dierk Bäßler
- 2004–2008 Dieter Chemnitius
- 2008–2010 Reinhard Müller
- 2010–2021 Christiana Berke
- seit 2021 Ines Schirlitz

## Bekannte Schüler (Auswahl)
- August Soller (1805–1853), Architekt
- John Augustus Roebling (1806–1869), Bauingenieur und Unternehmer, Erbauer der Brooklyn Bridge in New York City
- Eugen Lucius (1834–1903), Chemiker und Unternehmer, Mitbegründer der Farbwerke Hoechst
- Heinrich Hübschmann (1848–1908), Sprachforscher für orientalische Sprachen an der Universität Straßburg
- Ferdinand Barnstein (1861–1947), physiologischer Chemiker
- Erich Köhler (1892–1958), Politiker (CDU) und erster Bundestagspräsident
- Paul Hach (1893–1976), Bankfachmann und 1946 kurzzeitiger Oberbürgermeister (LDPD) von Erfurt, inhaftiert und abgelöst
- Ludwig Topf (1903–1945), technischer Leiter der Erfurter Firma Topf & Söhne
- Ernst Tiedemann (1919–2007), deutscher Mediziner und Entwicklungshelfer
- Hermann Ritzhaupt (1920–1991), deutscher Biologe, Fischereibiologe und Ozeanograph
- Günther Wiedemann (1920-2014), deutscher Arzt sowie Politiker der DDR-Blockpartei LDPD
- Gerhard O. W. Mueller (1926–2006), Kriminologe, 1974–1982 Direktor des Amtes für Verbrechensverhütung der UNO
- Walter Schönheit (1927–1985), Musiker, Gründer der Thüringer Sängerknaben in Saalfeld
- Horst Rudolf Abe (1927–2006), Medizinhistoriker an der Medizinischen Akademie Erfurt
- Gerd Dicke (* 1928), Weihbischof im Bistum Aachen
- Reinhard Lettau (1929–1996), deutsch-amerikanischer Schriftsteller, Professor für Deutsche Literatur
- Jürgen Degenhardt (1930–2014), Liedtexter, Rundfunkmoderator und Musical-Autor (z. B. Mein Freund Bunbury)
- Ekkehart Stein (1932–2008), Staatsrechtler, Hochschullehrer an der Universität Konstanz
- Horst W. Doelle (* 1932), Abitur 1950; DSc, DSc[hc]; Director, MIRCEN-Biotechnology Brisbane and Pacific Regional Network. Chairman of IOBB (1996–2003), Kenmore/Australien; Honorary Editor der Sektion Biotechnology in der Encyclopedia of Life Support Systems – herausgegeben bei Unesco von 2000-2010
- Gottfried Meinhold (* 1936), Sprechwissenschaftler und Schriftsteller
- Rudolf Bentzinger (* 1936), Germanist und Philologe
- Hermann Saitz (* 1936), Stadtbaurat der Stadt Erfurt, Honorarprofessor an der TU Dresden
- Georg Sterzinsky (1936–2011), Erzbischof von Berlin
- Bernd Wilhelmi (1938–2018), Professor für Angewandte Physik/Quantenelektrik, Rektor der Friedrich-Schiller-Universität Jena von Oktober 1983 bis März 1989
- Renate Lichnok (* 1943), Künstlerische Leiterin des Erfurter Jugendtheaters die SCHOTTE
- Ruthild Linse geb. Pohl (* 1943), Chefärztin der Klinik für Hautkrankheiten am HELIOS Klinikum Erfurt
- Manfred Ruge (* 1945), Oberbürgermeister a. D. (CDU) von Erfurt
- Werner Wesch (* 1947), Professor am Institut für Festkörperphysik der Friedrich-Schiller-Universität Jena
- Ulman Weiß, Historiker und Hochschullehrer an der Universität Erfurt
- Heinz-Jürgen Gottschalk (* 1948), Rockmusiker
- Jürgen Kiefer (* 1954), Wissenschaftshistoriker und Medizinhistoriker in Erfurt und Jena
- Marion Walsmann (* 1963), Politikerin (CDU), Ministerin des Freistaates Thüringen
- Astrid Rothe-Beinlich (* 1973), Politikerin der Partei Bündnis 90/Die Grünen
- Alexander Beyer (* 1973), Schauspieler, bekannt aus dem Film Sonnenallee
- Oliver Wings (* 1973), Wirbeltierpaläontologe
- Maria Stürzebecher (* 1974), Kunsthistorikerin und Publizistin, seit 2019 Kuratorin der Alten Synagoge Erfurt
- Felix Hampe (* 1979), Mykologe
- Hendrik Annel (* 1989), Schauspieler, bekannt aus der Serie Schloss Einstein
- Henrieke Fritz (* 1997), Schauspielerin, bekannt aus der Serie Schloss Einstein
- Stefan Wiegand (* 1998), Schauspieler, bekannt aus der Serie Schloss Einstein
- Ruth Schönherr (* 1999), Schauspielerin, bekannt aus der Serie Schloss Einstein
- Noah Alibayli (* 2001), Schauspieler, bekannt aus der Serie Schloss Einstein

## Bekannte Lehrer
- Alfred Kirchhoff (1838–1907), Historiker und Geograf, später Professor für Erdkunde in Halle (Saale)
- Richard Bärwinkel (1840–1911), Religionslehrer, später Pfarrer der Regler-Gemeinde
- Karl Sondermann (1862–1926), Zeichenlehrer und Kunstmaler
- Jutta Langenau (1933–1982), Sportlehrerin, später Europameisterin im Schwimmen
- Willibald Gutsche (1926–1992), Geschichtslehrer, später Professor am Zentralinstitut für Geschichte der Akademie der Wissenschaften der DDR
- Helmut Gerth[10]